# Ada Biagini
Ada Biagini (ur. 8 czerwca 1900 w Livorno, zm. 14 grudnia 1944 w Genui) – włoska florecistka, brązowa medalistka mistrzostw świata.
Podczas mistrzostw świata w Warszawie w 1934 roku (oficjalnie zawody tego cyklu rozgrywane są pod tą nazwą dopiero od 1937) Włoszki w składzie: Ada Biagini, Marisa Cerani, Letizia Meneghelli i Germana Schwaiger zdobyły brązowy medal we florecie drużynowym. Był to jej jedyny medal zdobyty w zawodach międzynarodowych.
Nigdy nie wzięła udziału w igrzyskach olimpijskich.